# سیارک ۲۲۵۲۸
سیارک ۲۲۵۲۸ (به انگلیسی: 22528 Elysehope، نامگذاری:1998FH34) بیست و دو هزار و پانصد و بیست و هشتمین سیارک کشف شده‌است که در ۲۰ مارس ۱۹۹۸ کشف شد.
قدر مطلق سیارک برابر ۶.۲ است.